# Copa Petrobras Santiago
A Copa Petrobras Santiago é uma competição de tênis masculino, no programa Copa Petrobras de Tênis, válido pelo ATP Challenger Tour realizado em piso de saibro, de 2004 a 2010, em Santiago, Chile.

## Edições

### Simples
| Ano         | Campeão         | Vice–Campeão          | Placar        |
| ----------- | --------------- | --------------------- | ------------- |
| 2010        | Fabio Fognini   | Paul Capdeville       | 6–2, 7–6(7–2) |
| 2009        | Eduardo Schwank | Nicolas Massu         | 6–2, 6–2      |
| 2008 – 2006 | Não realizado   | Não realizado         | Não realizado |
| 2005        | Júlio Silva     | Rubén Ramírez Hidalgo | 6–2, 6–3      |
| 2004        | Óscar Hernández | Nicolas Lapentti      | 7–6(7–4), 6–4 |

### Duplas
| Ano         | Campeões                                      | Vice-Campeões                      | Placar        |
| ----------- | --------------------------------------------- | ---------------------------------- | ------------- |
| 2010        | Daniel Muñoz-de la Nava Rubén Ramírez Hidalgo | Nikola Ćirić Goran Tošić           | 6–4, 6–2      |
| 2009        | Eduardo Schwank Diego Cristi                  | Juan Pablo Brzezicki David Marrero | 6–4, 7–5      |
| 2008 – 2006 | Não realizado                                 | Não realizado                      | Não realizado |
| 2005        | Daniel Koellerer Oliver Marach                | Lucas Arnold Ker Giovanni Lapentti | 6–4, 6–3      |
| 2004        | Enzo Artoni Ignacio Gonzalez King             | Brian Dabul Damian Patriarca       | 6–3, 6–0      |